# Saint-Christaud, Haute-Garonne
Saint-Christaud là một xã ở tỉnh Haute-Garonne vùng Occitanie tây nam nước Pháp. Xã Saint-Christaud, Haute-Garonne nằm ở khu vực có độ cao trung bình 372 mét trên mực nước biển.